# 安藤光造
安藤 光造（あんどう  こうぞう、1969年10月21日 - ）は、日本の映画監督、脚本家、プロデューサー、作曲家、俳優。別名、安祖兄小屋次（アンソニーコヤジ）。
東京都世田谷区代沢にて出生。法政大学法律学部法律学科中退、カリフォルニア大学・サンタバーバラ校 ELP（University of California Santa Barbara English Language Program）卒業。

## 来歴
13歳の時、叔父の勧めでモトクロスを始め、16歳からロードバイクに没頭。この頃GPにレーサーのフレディ・スペンサーに憧れ、毎日首都高速道路を走っていた。第一次チーマー世代だった高校時代は渋谷に通い、アメカジを筆頭に渋谷のファッションやカルチャーに拘っていた。バブル期は「人脈こそ人生の鍵」と着想し、渋谷以外にも新宿、六本木等、都内中のディスコに通って人脈を築いていた。爆笑問題の太田光とは同校である。
19歳の時、アメリカ合衆国カリフォルニア州、カリフォルニア大学サンタバーバラ校のELP（語学学校）に単独渡米し、研修で行った映画学校にて映画、映像に改めて興味を持つ。初めて見た映画は8歳の時でスター・ウォーズ第一作（1977年）007/私を愛したスパイ（1977年）だった。幼少期から、これらの映画が映画として当たり前だと感じていた事もあり、後に幾つかの独立邦画を見て愕然とし、いずれハリウッドに負けない映画制作に取り組まなければいけないと通感する。
帰国後、PanasonicCAD開発会社に就職。サラリーマン時代、同じ世田谷出身である俳優小家山晃に誘われ俳優へ転向。翌年、短期で映像のビジネスを学び、異例の早さで予てからの目標であったプロデューサーに昇進したが、業界への未熟さとバブル崩壊が重なり、後に幾度の挫折を繰り返す。
当時オリジナルビデオ時代に知り合ったスタッフに、ロケーション車輌会社、株式会社ランナーズ代表取締役、猪股啓司を紹介され、ロケバスドライバー、カーアクションと、撮影に携わる車輌の扱いと制作を始める。後に猪股から同社の代表取締役を依頼されるが、目標だった映画制作を志す。
2002年に特撮映画監督雨宮慶太原作『鉄甲機ミカヅキ』のラインプロデューサーだった片嶋一貴に「制作会社を作ろう」と声をかけられたことがきっかけで、2003年に片嶋監督、門馬直人監督と株式会社ドッグシュガーを立ち上げる（所属：韓英恵）。
2004年、映画『ハーケンクロイツの翼』（ダブル主演：小栗旬、山根和馬／監督：片嶋）でアソシエイトプロデューサーとして参加。『魔弾戦記リュウケンドー』（2006年）、『トミカヒーロー レスキューフォース 爆裂MOVIE マッハトレインをレスキューせよ!』（2008年）、『大魔神カノン』（2010年）の参加をきっかけに、番組や映画を撮り進める。
2006年、ルー大柴第二次ブレイクのきっかけとなった、新宿や渋谷のクラブでの第二次パラパラブームと呼ばれるトラパラを題材に映画『パラ族 パラパラじゃないか!』（FARM RECORDS）を手掛け、東京のクラブシーンをプロデュース。その後、脚本家、監督として都会のアンダーグランドを描いた短編映画『のりおくんとまっきーにゃ-楽しい歌舞伎町』（2016年）、日本伝統酒造りを描いた映画『酒蔵』（主演：アベラヒデノブ・2017年）、バブル後期の若者抗争や刑務所での仕打ちを描いた映画『灰色の壁-大宮ノトーリアス』（主演：奥野壮・2022年）等、幅広いジャンルの映画を公開。2024年、自らの地元である下北沢を舞台とするアクションコメディムービー『シモキタブレイザー』が公開。

## 人物
SABU作品には度々役者やカーアクションで登場しており、レーサーの谷口信輝、織戸学、脇阪寿一、お笑いのどぶろっく、ミュージシャン、アーティストであるNITRO MICROPHONE UNDERGROUNDのBIGZAM、LUNA (ラッパー)、練マザファッカーDO、FISHBOY、純烈岩永洋昭　初特撮等、数々の異業種著名人を俳優として映画で起用している。
ギター、バイク、クルマ、熱帯魚等多趣味。アウトドア、乗り物好き。
自動車免許全般、FIA国内A級ライセンス、船舶免許、PADIスキューバーライセンス等を所有。
千原せいじ、マイナーリーグのVo大工原亨等と趣味でバンドを組んでいた時期がある。
俳優、大鶴義丹とバイク仲間であり、共にラリー等にエントリーしている。

## 監督作品
2006年
- 「サンモニ」

2007年
- 「パラ族 パラパラじゃないか!」（出演：山口翔吾、阿井莉沙、星あや、伊藤裕子、ルー大柴他）

2015年
- 「のりおくんとまっきーにゃ。楽しい歌舞伎町」（出演：アベラヒデノブ、間宮夕貴、大鶴義丹他）

2016年
- 「酒蔵」（出演：アベラヒデノブ、三浦萌、あも、三浦マイルド、大鶴義丹、駒塚由衣他／2021年 全米オンライン公開）
- 「ANTLION」[3]（出演：三浦悌智、秋谷綾乃、芳野正朝他）

2021年
- 「灰色の壁」（出演：奥野壮、紺野彩夏、新羅慎二、陣内孝則他）

2024年
- 「シモキタブレイザー」（出演：佐藤嘉寿人、赤名竜乃介、青木謙、倉冨なおと、チャンス大城、兒玉遥他・全国公開）

## 主なプロデュース作品
1997年
- 「マモル」メインプロデューサー

　（監督：須崎洲一／出演：清水信治、池田政典、辻香緒里、神乃毬絵他）
2003年
- 「ハーケンクロイツの翼」アソシエイトプロデューサー

　（監督：片嶋一貴／出演：小栗旬、山根一馬他）
2005年
- 「グロヅカ」ラインプロデユーサー

　（監督：西山洋市／出演：森下千里、三津谷葉子他）
2006年
- 「ナイチンゲーロ」ラインプロデユーサー

　（監督：末永賢／出演：石坂ちなみ、吉井怜他）
- 「魔弾戦記リュウケンドー」ラインプロデユーサー

　（テレビ東京／出演：山口翔吾、源、清水圭、細川ふみえ他）
2007年
- 「スピードマスター」アソシエイトプロデューサー

　（監督：須賀大観／出演：中村俊介、北乃きい、内田朝陽、大友康平他）
- 「スペースゲーニンズ」ラインプロデユーサー

　（監督：江良圭／出演：FUJIWARA、ハイキングウォーキング他／アトラクション映像）
2008年
- 「トミカヒーロー レスキューフォース 爆裂MOVIE マッハトレインをレスキューせよ!」ラインプロデユーサー

　（監督：岩本晶、 江良圭／出演：藤岡弘他）
2009年
- 「アジアの純真」ラインプロデユーサー

　（監督：片嶋一貴／出演：韓英恵、笠井しげ他）
2010年
- 「大魔神カノン」ラインプロデユーサー

　（テレビ東京／出演：里久鳴祐果、眞島秀和、柴田理恵、長門浩之他）
2011年
- 「ガクドリ」プロデユーサー

　（監督：江良圭／出演：木ノ本嶺浩、加藤和樹、三浦葵他）
- 「たとえば檸檬」ラインプロデユーサー

　（監督：片嶋一貴／出演：韓英恵、綾野剛、有森也実、伊原剛志、室井滋他）
2016年
- 「逢いたい」日本、北海道実景パート ラインプロデユーサー

　（監督：Kenneth B／出演：大沢たかお、前田公輝、鶴見辰吾他／日中合作映画）
2017年
- 「ターコイズの空の下で」ラインプロデユーサー

　（監督：KENTARO／出演：柳楽優弥、アムラ・バルジンマル他）
2018年
- 「MANRIKI」ラインプロデユーサー

　（監督：清水康彦／出演：斎藤工、永野、金子ノブアキ、小池樹里杏、SWAY他）
- 「お控えなすって神宿でござる」ラインプロデユーサー

　（監督：小林勇貴／出演：神宿、ジジ・ぶぅ／MV）
2019年
- 「すじぼり」ラインプロデユーサー

　（監督：小林勇貴、西村喜廣、鳴瀬聖人／出演：藤原季節、高橋和也、溝口奈菜、小沢仁志他／U-NEXTオリジナル配信ドラマ）
- 「MANIAC DRIVER」プロデユーサー

　（監督：光武蔵人／出演：木村知貴、古川いおり、卯水咲流、木村圭作他）
2020年
- 「ペンション・恋は桃色」ラインプロデユーサー

　（監督：清水康彦、大内田龍馬／出演：リリー・フランキー、斎藤工他／フジテレビジョンドラマ）
- 「ATEOTD」ラインプロデユーサー

　（監督：斎藤工／出演：門脇麦、宮沢氷魚、安藤裕子他）
2021年
- 「Soldiers〜慈しむ者達〜」ラインプロデユーサー

　（監督：清水康彦他／出演：DA PUMP他／MV）
- 「その日、カレーライスができるまで」ラインプロデューサー

　（監督：清水康彦／出演：リリー・フランキー他）
- 「Hitch×HooK」ラインプロデューサー

　（監督：清水康彦他／出演：塚地武雅、剛力彩芽、斎藤工他）
- 「まったり!赤胴鈴之助」ラインプロデューサー

　（テレビ大阪／尾上松也、今野浩喜、堀未央奈、近藤芳正他）
2022年
- 「スクロール」ラインプロデューサー

　（監督：清水康彦／出演：北村匠海、中川大志、松岡茉優、古川琴音、水橋研二、莉子、三河悠冴、MEGUMI、金子ノブアキ、忍成修吾他）
2023年
- 「White Flag」プロデューサー

　（監督：Batbayar Chogsom／出演：Erdenetsetseg Enkhbayar、Urtnasan Erdenebayar、Samdanpurev Oyunsambuu、Narantuul Taivan 他／モンゴル映画）
2024年
- 「カオルの葬式-Performing KAORU's Funeral」ラインプロデューサー

　（監督：湯浅典子／出演：関幸治、一木香乃、新津ちせ、黒沢あすか、原田大二郎他／日スペイン合作）
2025年
- 「ペンション・恋は桃色season3 」ラインプロデューサー

　（監督：清水康彦／出演：リリー・フランキー、斎藤工、伊藤沙莉、山口智子、稲垣吾郎 他／フジテレビ）

## 制作協力・車両協力作品
1998年
- 「モーニング刑事。抱いてHOLD ON ME!」（監督：今関あきよし／出演：モーニング娘。、上島竜兵、住田隆他）

1999年
- 「ボイスラッガー」（テレビ東京／出演：中川亜紀子、池澤春菜、関智一、草尾毅、水木一郎、神谷明、富沢美智恵他）
- 「大いなる幻影」（監督：黒沢清／出演：武田真治他）
- 「のど自慢」（監督：井筒和幸／出演：室井滋、大友康平、尾藤イサオ、伊藤歩、小林稔侍他／制作：シネカノン、東宝、日活、ポニーキャニオン）

2000年
- 「鉄甲機ミカヅキ」（監督：雨宮慶太／出演：高柳勇太、高知東生、螢雪次朗、奈良沙緒理他）
- 「東京ゴミ女」（監督：廣木隆一／出演：柴咲コウ、鈴木一真、中村麻美他）
- 「ブリスター!」（監督：須賀大観／出演：伊藤英明、山崎裕太、鮎貝健他）

2001年
- 「ピストルオペラ」（監督：鈴木清順／出演：江角マキコ、山口小夜子、韓英恵、永瀬正敏、樹木希林、柴田理恵他）
- 「アカシアの道」（監督：松岡錠司／出演：夏川結衣、杉本哲太、渡辺美佐子他）

2002年
- 「アイノウタ」（監督：廣木隆一／出演：池内博之、つぐみ、佐藤二朗、大森南朋、千葉哲也他）
- 「タスクフォース」（監督：行定勲／出演：三上博史、豊原功補、北村一輝、釈由美子、山崎力、渡辺いっけい他）
- 「幸福の鐘」（監督：SABU／出演：寺島進、西田尚美、篠原涼子、益岡徹、安藤光造他）

2003年
- 「ハードラックヒーロー」（監督：SABU／出演：V6、寺島進、西田尚美、古田新太他）
- 「人斬り銀次」（監督：宮坂武志／出演：竹内力、夏八木勲、石橋蓮司、鶴見辰吾、古尾谷雅人他）

2004年
- 「るにん」（監督：奥田瑛二／出演：松坂慶子、奥田瑛二、小沢まゆ、根津甚八、西島数博他）
- 「銀のエンゼル」（監督：鈴井貴之／出演：三上博史、豊原功補、北村一輝、釈由美子、山崎力、渡辺いっけい他）
- 「あゝ!一軒家プロレス」（監督：久保直樹／出演：橋本真也、ソニン、藤原喜明、ニコラス・ペタス、浅草キッド他）
- 「下妻物語」（監督：中島哲也／出演：深田恭子、土屋アンナ、宮迫博之、篠原涼子、樹木希林、阿部サダヲ他）

2005年
- 「天使」（監督：宮坂まゆみ／出演：深田恭子、永作博美、内田朝陽、永瀬正敏、泉谷しげる他）

2008年
- 「小森生活向上クラブ」（監督：片嶋一貴／出演：古田新太、栗山千明、忍成修吾、有森也実、佐野史郎他）

2014年
- 「日成アドバンス企業CM-タンポポ／GReeeeN」

2016年
- 「ホテルコパン」（監督：門馬直人／出演：市原隼人、近藤芳正、玄里、前田公輝他）

2017年
- 「jam」（監督：SABU／出演：青柳翔、鈴木伸之他）

2018年
- 「DANCING MARY ダンシング・マリー」（監督：SABU／出演：EXILE NAOTO(三代目 J SOUL BROTHERS from EXILE TRIBE)、山田愛奈、石橋凌他）
- 「Welcome to Japan」（監督：西村喜廣／出演：藤田恵名、笹野鈴々音、鳥居みゆき）
- 「GIVER 復讐の贈与者」（テレビ東京／出演：吉沢亮、森川葵、水橋研二、夏菜、田山涼成他）

2019年
- 「田園ボーイズ」（監督：西海謙一郎他 ／出演：有澤樟太郎、伊万里有、田中尚輝、松浦祐也他）
- 「おいしい給食」（監督：綾部真弥他／出演：市原隼人、佐藤大志、直江喜一、いとうまい子他）

2020年
- 「ブルーバード」（監督：SABU／出演：佐野玲於(GENERATIONS from EXILE TRIBE)、醍醐虎汰朗他）
- 「ハンサムセンキョ」（監督：米山和仁／出演：武子直輝、深澤大河、横山真史、一ノ瀬竜、奥谷知弘他）
- 「女子グルメバーガー部」（テレビ東京／出演：瑛茉ジャスミン、大原優乃、北村優衣、佐々木美玲(日向坂46)他）
- 「jam2」（監督：SABU／出演：青柳翔、町田啓太、鈴木伸之他）
- 「孤独な楽園」（監督：片嶋一貴／出演：大坪あきほ、青柳翔、忍成修吾他）

2021年
- 「おいしい給食 season2」（監督：綾部真弥他／出演：市原隼人、土村芳、佐藤大志、勇翔、山﨑玲奈他）

2022年
- 「大川と小川の時短捜査」（監督：松本佳奈／出演：松重豊、濱田岳、夏帆、迫田孝也、水間ロン他）
- 「私のエレガンス」（テレビ東京・BSテレビ東京他／監督：松本佳奈他／出演：ファーストサマーウイカ、草刈民代、吉沢悠他）
- 「ヒロイン誕生!ドラマチックなオンナたち」（NHK総合、NHK BSプレミアム／出演：植村友結、茅島みずき、平野綾他）
- 「チバケンのマツモトさん。」（千葉テレビ放送／出演：大塚寧々、長谷川朝晴、中村俊介、小手伸也他／千葉テレビ開局50周年記念ドラマ）

2023年
- 「おいしい給食 season3」（監督：綾部真弥他／出演：市原隼人、大原優乃、田澤泰粋、栄信、六平直政他）
- 「対ありでした。 ～お嬢さまは格闘ゲームなんてしない～」（Lemino／出演：茅島みずき、田鍋梨々花、池田朱那、永瀬莉子他）
- 「十津川警部の事件簿　第3作：草津・殺しのトライアングル」（監督：鈴木浩介／出演：船越英一郎、大野いと、大場泰正、西沢仁太、山村紅葉他）
- 「HUNT－日フィリピン合作」（監督：ドニー・オルディアレス／出演：平岳大、カルロ・アキノ、柴田理恵他）

2024年
- 「アイのない恋人たち」（監督：綾部真弥、吉川鮎太／出演：福士蒼汰、岡崎紗絵、本郷奏多、成海璃子、佐々木希他）
- 「おいしい給食 Road to イカメシ」（監督：綾部真弥／出演：市原隼人、大原優乃、田澤泰粋、栄信、石黒賢、いとうまい子、六平直政、高畑淳子 他）

- 「Qrosの女」（テレビ東京・BSテレ東／監督：守屋健太郎 他／出演：桐谷健太、影山拓也、黎架、 田村保乃、増子敦貴、なえなの、三浦孝太、川島海荷、岡部たかし、哀川翔 他）

- 「私をもらって」（日本テレビ／監督：池田千尋 他／出演：前田公輝、久保田紗友、栗原類、K（&TEAM）、柾木玲弥、手塚真生 他）

- 「完璧ワイフによる完璧な復讐計画」（ 毎日放送／監督：湯浅弘章 他／出演：中村ゆりか、犬飼貴丈、中村海人、三原羽衣 他）

- 「ヤバイTシャツ屋さんMV」
- 「出光アポロCM」
- 「ライオンの隠れ家」（監修：伊庭葉子／出演：柳楽優弥、坂東龍汰、齋藤飛鳥、佐藤大空、柿澤勇人 他/TBSテレビ）

2025年
- 「キャンドルスティック」（監督：米倉強太／出演：阿部寛、菜々緒、サヘル・ローズ、津田健次郎、YOUNG DAIS 他／国際共同製作作品）
- 「おいしい給食　炎の修学旅行」（監督：綾部真弥／出演：市原隼人、大原優乃、田澤泰粋、栄信、石黒賢、いとうまい子 他）
- 「トウキョウホリデイ」（監督：上村奈帆他／出演：ガルフ・カナーウット、瀧本美織、葉山奨之、岡本夏美他/テレビ東京）
- 「星屑の約束」（監督：酒見アキモリ／出演：山本杏、小方蒼介、福山絢水、土井きよ美、水野智則他／ショートドラマアプリDramaBox）
- 「ミッドナイト屋台〜ラ・ボンノォ〜」（出演：神山智洋、中村海人、剛力彩芽、津田寛治、石田ひかり、竹中直人他／東海テレビ）
- 「私があなたといる理由〜グアムを訪れた3組の男女の1週間〜」（監督：松本拓（テレビ東京）、鈴木菜音、角田恭弥他／出演：蓮佛美沙子、溝端淳平、中井友望、百瀬拓、勝村政信他／テレビ東京）
- 「雪子A.K.A（監督：草場尚也／山下リオ、樋口日奈、占部房子、渡辺大知、石田たくみ（カミナリ）、剛力彩芽他）」

## ノミネート・受賞歴
- 「のりおくんとまっきーにゃ。楽しい歌舞伎町」
  - 新宿国際映画祭2位（2016年）
- 「酒蔵」
  - 全米オンライン公開NDFF特別招聘（2017年）
- 「シモキタブレイザー」
  - ニューヨーク月例映画祭 グランプリ受賞（2024年）
  - カナダ ゼンサメディア国際映画祭 グランプリ（2024年）